# Asociación de Trabajadores Inmigrantes Marroquíes en España
La Asociación de Trabajadores Inmigrantes Marroquíes en España, ATIME, se crea en 1989 por iniciativa de un grupo de personas unidas tanto por la amistad como por una situación personal común: ser nacionales marroquíes que por circunstancias económicas o políticas, tuvieron que abandonar su país y trasladarse a España bajo la condición de emigrante económico o de refugiado político.
ATIME ha solicitado del Gobierno la creación de un Consejo de Musulmanes en España. La sede estatal de la Asociación se encuentra en Madrid, c/ Canillas n.º 56, en Prosperidad, estando presente en la actualidad en las comunidades de Murcia, Andalucía, Cataluña, Madrid y teniendo previsto establecerse en el año 2006 en Castilla-La Mancha y la Comunidad Valenciana.
Desarrolla proyectos para la integración de los inmigrantes en España, entre otros programas de empleo, vivienda, de educación y cultura, servicios de intérprete y traducción del árabe etc. El presidente de la Asociación es Mohamed Kamal Rahmouni. 